# Prealpi Slovene nord-orientali
Le Prealpi Slovene nord-orientali (in sloveno Severovzhodne Slovenske Predalpe) sono una parte delle Prealpi Slovene. Si trovano in Slovenia ad ovest della città di Maribor e, parzialmente, in Austria.

## Caratteristiche
Sono principalmente composte dalle Pohorje.

## Classificazione
Per la Partizione delle Alpi esse sono collegate con le Caravanche e formano con queste la sezione n. 21 delle Alpi.
L'AVE le collega sempre alle Caravanche e con esse formano il gruppo n. 59 delle Alpi orientali.
La SOIUSA le definisce come sottosezione alpina con la seguente classificazione:
- Grande parte = Alpi Orientali
- Grande settore = Alpi Sud-orientali
- Sezione = Prealpi Slovene
- Sottosezione = Prealpi Slovene nord-orientali
- Codice = II/C-36.III

## Suddivisione
Per la SOIUSA si suddividono in due supergruppi, tre gruppi e cinque sottogruppi:
- Strojna e Pohorje (A)
  - Gruppo Strojna (A.1)
  - Pohorje (A.2)
    - Pohorje occidentali (A.2.a)
    - Pohorje centrali (A.2.b)
    - Pohorje  orientali(A.2.c)
- Monti di Vitanje e Konjice (B)
  - Gruppo Paški Kozjak-Konjiško hribovje (B.3)
    - Monti di Vitanje (B.3.a)
    - Monti di Konjice (B.3.b)

## Vette principali
- Basališče - 1.087 m
- Brinji Vrh - 751 m
- Konjiška Gora - 444 m
- Kozjak - 885 m
- Sv. Uršula - 359 m